# Juilly (Côte-d'Or)
Juilly is een gemeente in het Franse departement Côte-d'Or (regio Bourgogne-Franche-Comté) en telt 43 inwoners (2009). De plaats maakt deel uit van het arrondissement Montbard.

## Geografie
De oppervlakte van Juilly bedraagt 4,5 km², de bevolkingsdichtheid is dus 9,6 inwoners per km².
De onderstaande kaart toont de ligging van Juilly (Côte-d'Or) met de belangrijkste infrastructuur en aangrenzende gemeenten.

## Demografie
Onderstaande figuur toont het verloop van het inwonertal (bron: INSEE-tellingen).